# Circolo Sportivo Italiano
El Circolo Sportivo Italiano es un club deportivo de la ciudad de Lima, Perú. Fue fundado el 16 de agosto de 1917 y actualmente participa en la Copa Perú.
Sus disciplinas más destacadas son el fútbol, voleibol y baloncesto, aunque también compite en otras disciplinas como en las bochas, billar, esgrima, paleta frontón, natación, remo y tenis.
Cuenta con dos locales institucionales: una es la antigua sede de la Società Canottieri Italia (Distrito de La Punta), y el otro es la antigua sede del Circolo Sportivo italiano (Distrito de Pueblo Libre).
Su equipo de fútbol participa actualmente en la Copa Perú. El club también forma parte de la Liga de baloncesto de Lima y la Liga Nacional Superior de Voleibol del Perú.

## Historia
El club fue fundado por la colonia italiana en Lima con el objetivo de fomentar el deporte entre la diáspora italiana en Perú y sus descendientes. Tradicionalmente ha competido en diversas disciplinas. En el fútbol, el equipo representativo del club compitió en la Primera División del Perú hasta 1934, en que fue disuelto. Posteriormente el Circolo Sportivo Italiano se ha fusionado con la Societa Canottieri Italia, reunidos ambos en la Sociedad Peruana Italiana denominándose de acuerdo a sus estatutos vigentes como Circolo Sportivo Italiano - Societa Canottieri Italia.
El equipo de fútbol comenzó su participación en la Primera División en 1926, cuando la Federación Peruana de Fútbol empezó a organizar el torneo. Su mejor participación fue en 1929 cuando se ubicó en el segundo lugar del torneo a un punto del campeón, la Federación Universitaria (actual Universitario de Deportes). En 1934, la escuadra ítalo-peruana abandonó el torneo tras solo tres partidos por lo que fue desafiliada de la Federación Peruana de Fútbol (FPF).
En la década de 1990, fue inscrito en la Liga de San Isidro para participar en la Copa Perú.

## Uniforme
- Uniforme titular: Camiseta azul con rayas azules más oscuras, pantalones y medias azules con rayas blancas.
- Uniforme alternativo: Camiseta blanca con una raya azul, pantalones y medias blancas.

### Indumentaria y patrocinador
| Periodo | Patrocinador |
| ------- | ------------ |
| 2010    | Puma         |
| 2011    | Adidas       |

| Periodo       | Patrocinador |
| ------------- | ------------ |
| 2013-presente | Walon        |

## Estadio
El Circolo Sportivo Italiano, contó con su propio estadio, inaugurado el 15 de junio de 1922 con el nombre de "Víctor Manuel III", en un campo cercano a las avenidas Brasil con Bolívar. Un par de décadas después, el Estadio Víctor Manuel III, con capacidad para 20 mil espectadores, tuvo que ser derruido luego de sufrir daños irreparables como consecuencia de un devastador terremoto que afectó gravemente a la ciudad de Lima.

## Datos del club

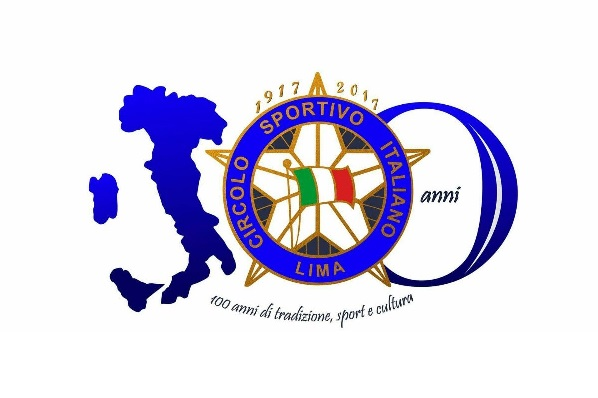
Circolo Sportivo Italiano 1917 - 2017

- Temporadas en Primera División: 9 (1926-1934).
- Mayor goleada conseguida:
  - En campeonatos nacionales de local: Circolo Sportivo Italiano 10:1 Apremasur (11 de abril del 2012).
- Mayor goleada recibida:
  - En campeonatos nacionales de visita Club Alianza Lima 10:0 Circolo Sportivo Italiano (1931).
  - En campeonatos nacionales de visita Club Universitario de Deportes 8:0  Circolo Sportivo Italiano (10 de julio de 1932).
  - En campeonatos nacionales de visita Club Universitario de Deportes 7:0  Circolo Sportivo Italiano (23 de febrero de 1930).

## Entrenadores
- Pedro Olivieri Casaretto (1926)
- Augusto Bergamino (1929-1930)
- Mario Honores (2023)

## Palmarés

### Torneos  nacionales
- Subcampeón de la Primera División del Perú (1): 1929.
- Subcampeón de la Copa de la Liga (1): 1928.

### Torneos  regionales
- Liga Distrital de San Isidro: 2024.
- Subcampeón de la Liga Distrital de San Isidro : 2013, 2022, 2023.